# Missa brevis

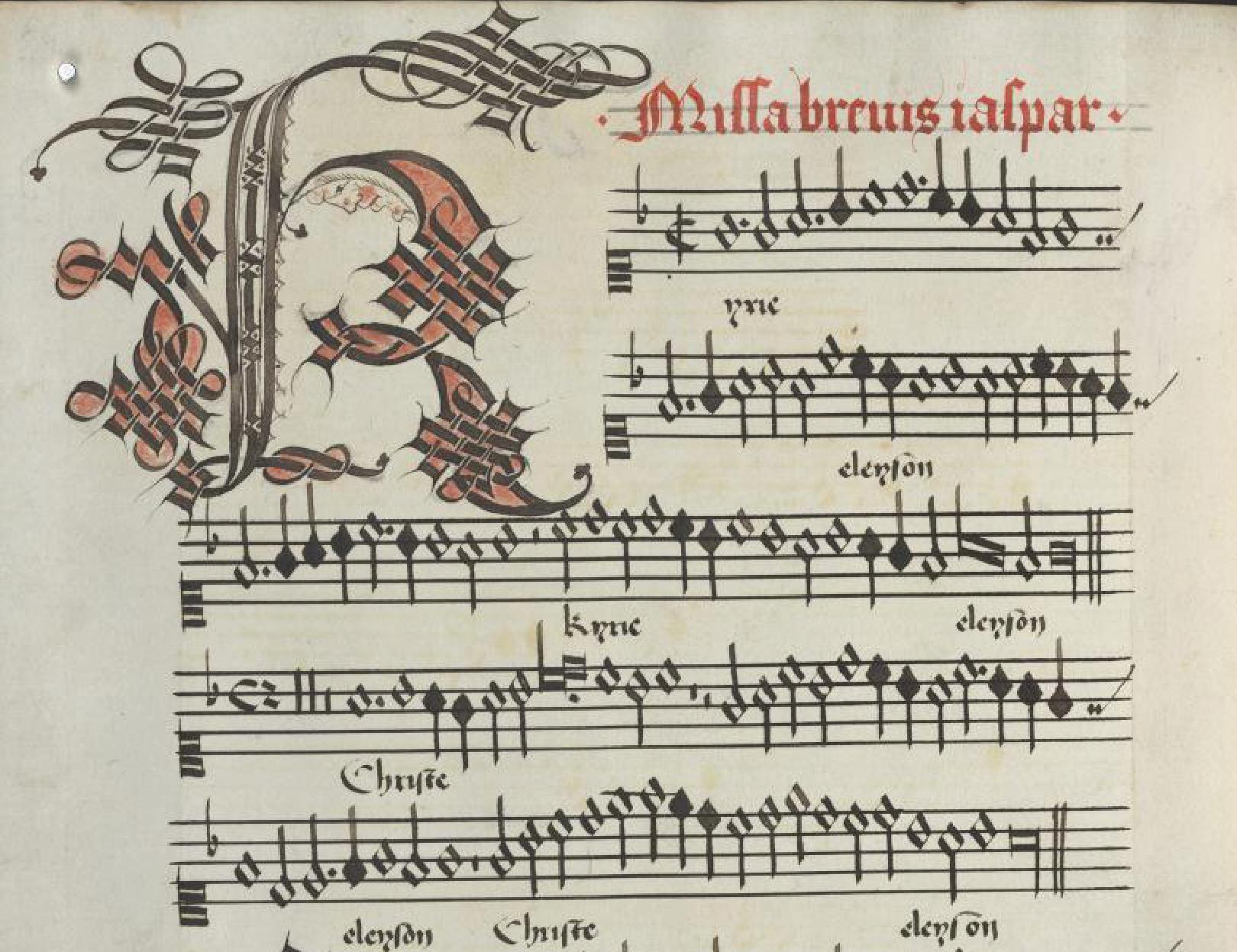
Start of a Missa brevis by Gaspar van Weerbeke in Choirbook, D-Ju MS 21

Missa brevis é uma missa curta. A expressão esteve em uso c.1500, sendo mais difundida após 1560, para uma partitura curta do ordinário. Também é usada para partituras do sécs. XVII e XVIII compreendendo apenas as duas primeiras seções (Kyrie e Gloria) do ordinário da missa.